# Tomares
Tomares ist eine Stadt in der Provinz Sevilla in Spanien mit 25.488 Einwohnern (Stand: 2024). Es ist ein Vorort von Sevilla, der zwei Kilometer westlich des Stadtteils Triana von Sevilla liegt und durch den Fluss Guadalquivir von der Stadt getrennt ist. Er ist von anderen Gemeinden der Comarca El Aljarafe umgeben, deren Grenzen sich auf eine einzige Straße reduzieren und einen Ballungsraum bilden.
Im Jahr 2016 legten Bauarbeiter einen 600 kg schweren Hort von spätantiken römischen Münzen frei (Münzfund von Tomares).

## Söhne und Töchter der Stadt
- Rafaela Carrasco (* 1972), Tänzerin
- La Dama (* 1986), Pop-Sängerin